# Montara
Montara – jednostka osadnicza w Stanach Zjednoczonych, w stanie Kalifornia, w hrabstwie San Mateo, nad Oceanem Spokojnym.